# Stanford (Montana)
Stanford város az USA Montana államában, Judith Basin megyében, melynek megyeszékhelye is. Lakosainak száma 403 fő (2020. április 1.).

## Népesség
A település népességének változása:

| 2010 | 401 |
| 2020 | 403 |